# Kabîr
Kabîr (en hindoustani : कबीर ou کبیر ; en arabe kébir signifie « grand ») est un poète, philosophe, musicien, tisserand, réformateur religieux, à la fois hindou vishnouïte et musulman soufi ; mais lié aussi au shivaïte Natha yoga et Gorakhnath, de l'Inde du nord et au sikhisme; probablement né de parents musulmans à Vârânasî (Bénarès) vers 1440 et décédé à Maghar en 1518. Sans doute illettré, il est considéré comme le père de la langue et littérature hindie : le hindi est d'ailleurs surnommé « la langue de Kabîr ». C'est le premier poète mystique de la vallée du Gange à utiliser une langue vernaculaire indienne, les poètes n'employant alors que le sanskrit.
Kabîr est révéré par les hindous comme un Sant, un saint, et honoré par les sikhs en tant que Bhagat, un sage. Ses disciples actuels (25 millions d'adeptes dans le monde) suivent le Kabir panth, ou « voie de Kabîr » (Shirdi Sai Baba se déclara membre de cette tradition).

## La légende
La légende affirme que Kabîr est le fils abandonné et illégitime d'une veuve brâhmane, retrouvé flottant sur un lotus sur le Lahar Talgo, un étang près de Bénarès, par un couple de tisserands musulmans, Nîru et son épouse Nîmâ qui l'élèvent en lui enseignant leur art et dans la foi musulmane. Il est supposé avoir vécu la majeure partie de sa vie à Bénarès avant de s'installer à Maghar dans le district de Gorakhpur où il termine sa vie. Kabîr n'a rien écrit de lui-même, étant probablement illettré. Mais ses paroles (Kabir-Vani) ont été recueillies et transmises par ses disciples avant d'être compilées plus tard. On lui attribue également un livre intitulé Anurag sagar dont on peut trouver une traduction anglaise faite sous la direction de Ajaib Singh.
Kabîr est censé avoir étudié sous la direction de Râmânanda, un maître vishnouite fameux de l'époque, fervent adepte de la bhakti mais qui refuse cependant d'instruire les musulmans et les hindous de basse caste. La légende raconte que désirant se faire admettre comme disciple, il se rend sur les ghâts (berges) où Râmânanda fait ses ablutions et le persuade de l'accepter parmi ses élèves. À la suite de cela, et comblé par l'intelligence de Kabîr, Râmânanda change d'avis et accepte tous les types de disciples.
Le râja de Bénarès compte parmi ses élèves ce qui lui vaut de pouvoir enseigner sans craindre de persécution [réf. souhaitée]. Kabîr passa la plus grande partie de sa vie près de son métier à tisser dans une petite boutique de la ville sainte consacrée à Shiva. Assez vite sa boutique devient un lieu de réunion où l'on chante les louanges divines, où l'on récite des poèmes, Kabîr donnant aussi, dans la langue du peuple, des conseils spirituels à un public formé avant tout de petits artisans. Il quittait régulièrement sa boutique de Vârânasî pendant de longs mois afin de mener une vie errante à la rencontre d'autres mystiques et sadhus. Néanmoins, il mènera aussi une vie de famille.
Vers la fin de sa vie, toujours pauvre tisserand mais victime de son succès populaire, il est accusé de se diviniser lui-même et est condamné par le Sultanat de Delhi (au dirigeant musulman) ; en contradiction avec l'aspiration hindouiste, il quitta Bénarès (où il devait subir un supplice auquel il échappa de peu), la ville où il faut mourir, pour s'installer dans la région de Gorakhpur où ceux qui y meurent sont supposés se réincarner en âne (comme Karni Mata se manifeste selon ses dévots, avec sa famille, en rats blancs au temple de Deshnok, ou Jambheshwar Bhagavan, maître des bishnoïs, censé s'être réincarné en antilope). Kabîr meurt, allongé sur le sol d'une pauvre hutte, et s'enveloppant lui-même de son linceul. À la nouvelle de son décès, hindous et musulmans réclamèrent son corps pour pratiquer les rites funéraires conformes à leur religion. La légende raconte que sous le linceul, le cadavre de Kabîr se métamorphosa en un amas de pétales de fleurs qui furent partagés entre les fidèles des différents cultes : une partie fut enterrée, dans un cimetière musulman, l'autre brûlée, dans un cimetière hindou.

## La philosophie de Kabîr
Kabîr affirme que toute religion qui n'est pas amour n'est qu'hérésie, que le yoga et la pénitence, le jeûne et l'aumône sans méditation ni véritable Bhakti (« adoration ») sont vides de sens (Kabîr pratique lui-même l'ascétisme). Il refuse toute distinction de race, de caste, de religion et enseigne l'égalité absolue de tous les êtres humains. Il mêle dans sa pratique des éléments hindous et musulmans, déclarant l'unité de Dieu, utilisant le nom de l'Avatar du Dieu Vishnu, Rāma, qui pour lui signifie celui qui nous donne la joie ou les termes islamiques « Rahim » signifiant le suprêmement miséricordieux ou « Fakir ». Dans ses poèmes, il utilisait indifféremment des termes spécifiquement liés à l'hindouisme ou ceux jusque-là seulement liés à l'islam.
Cette tendance au syncrétisme semble chose courante à l'époque dans l'Inde du nord. Ses mystiques diverses (hindoues, musulmanes) ont d'ailleurs des valeurs communes : humilité, simplicité, serviabilité, charité, fraternité et rejet des inégalités sociales, recherche de la grâce divine et primauté absolue de l'expérience mystique sur les concepts théologiques ; ce sont des principes que l'on retrouve chez tous les sant de l'Inde, propagateurs de la Bhakti, poètes saints venant de toutes les castes ou confessions, comme Toukaram.
Pour Kabîr et sa voie, toutes les religions ou opinions des hommes sont ainsi comparées à différentes langues qui veulent formuler la même et unique délivrance qui relie à l'Absolu, mais avec des moyens intellectuels ou formels distincts ; de même que les langues parlées, pour désigner la même chose, utilisent un mot dont la sonorité et la prononciation sont le plus souvent complètement différentes d'une langue à une autre : par exemple, ce n'est pas parce que ratt signifie en sanskrit « la nuit » que le mot nisha en persan ne signifie pas non plus la même chose : « la nuit », bien que « la nuit » soit décrite formellement, en apparence, avec des éléments non identiques. Il en est de même de Dieu, nommé et décrit de différentes manières par les musulmans ou par les hindous des différentes branches du vishnouisme ou du shivaïsme, ou du shaktisme, etc.  (le Mahatma Gandhi précisait qu'un des noms de Dieu dans l'hindouisme est satya, « vérité », et même pour un athée, la vérité est un « ultime », un « absolu » qui englobe tout, comparable à Dieu chez les théistes).
Ainsi, les intellections ou institutions humaines divisent parce que vues comme des fins en soi, et non comme des moyens pour atteindre la même unité divine (ou absolue), unité qui est amour pur, et qui est au-delà du langage et incompréhensible par l'esprit humain puisque le langage demeure parfaitement insuffisant en la matière (cela rappelle d'une certaine manière la théorie Anekantavada du jaïnisme). Cette perspective est en accord avec les fondements de l'hindouisme, les védas précisant qu'il y a « une seule vérité, plusieurs chemins ».

### Le devoir d'Ahimsâ («non-violence»)
Kabîr considérait que le prophète Mahomet, vu comme végétarien, est un Avatar, une incarnation de Dieu, mais sans être Dieu lui-même : Kabîr rappelle que Mahomet aurait tué une vache avec le seul pouvoir de ses mots, mais lui a redonné vie ensuite, sans jamais avoir mangé sa viande, ce qui signifie pour Kabîr que celui qui n'a pas le pouvoir de redonner la vie à une créature, n'a pas non plus le droit de se permettre de prendre intentionnellement la vie d'une créature (en fait, Kabîr considère que manger de la viande mène en enfer) :

« Un jour, le prophète Mahomet tua une vache avec la puissance de ses mots ; puis le prophète la ressuscita devant tout le monde. Il n'a point mangé la chair de cette vache. Maintenant, la société musulmane n'est plus familière avec la réalité. Pour ce jour où la vache fut ressuscitée, en souvenir de ce jour-là – une vache est tuée !... Si vous ne pouvez pas ressusciter la vache, vous n'avez pas le droit de la tuer. Vous consommez des viandes pour vous-même et les donnez ensuite aux autres sous la forme d'un prasaad (restes de nourriture offerts à Dieu). Vous vous engagez dans le péché et trompez aussi les adeptes. Vous devenez les destinataires de l'enfer (dojakh). »

Pour Kabîr, Allah n'est jamais satisfait quand des humains tuent ou blessent volontairement Ses créatures.
Kabîr condamne aussi les sacrifices d'animaux encore pratiqués par certains prêtres pour les besoins du culte (islamique ou hindou), suivant en cela l'enseignement jaïn, bouddhiste et des philosophes hindous comme Adi Shankara, Ramanuja, Madhva, Chaitanya, etc., qui les avait quasiment fait disparaître d'Inde (la consommation de viande en Inde étant liée aux rituels de certaines divinités de village). 
Kabîr est effectivement fermement partisan de l'ahimsa (« non-violence »). Sa doctrine s'étend même à la non destruction de fleurs. Il disait dans ses poèmes et chants :

« La vie vivante, vous la frappez à mort ! et puis vous dites que votre meurtre rend pieux... C'est en réalité le sang qui vous obsède, de même qu'il obsédait ceux qui vous ont appris cela. »

« Puissamment et sans aucune compassion vous tuez une chèvre, etc., et dites que vous faites une chose halal (« légitime »). Vous devrez supporter de grande souffrance à cause de cette attitude double. Le qazi ou le mollah ou tout autre humain qui tue les êtres vivants enfreignent la loi du Dieu Suprême, avec pour résultat d'obtenir une audience dans la cour de Dharamrai (Dieu qui garde le compte des péchés et des bonnes actions). Si vous avez intérêt à faire halal, alors faites halal en tuant la soif, la colère, l'avidité, l'attachement et l'arrogance. Vous faites des namaaz (prières) cinq fois par jour et au moment du Ramadan vous pratiquez aussi le jeûne... et pendant la soirée vous tuez une vache ! une chèvre ! une poule ! et mangez leur viande. Dévotion à Dieu ici, meurtre de Ses créatures là : Comment est-ce que cela peut-il plaire à Dieu? »

« Quand vous déclarez le sacrifice d'un animal comme votre religion, ce qui reste est du péché. Si vous vous considérez comme saint, qui vous appelle boucher ? »

« La chèvre mange seulement de l'herbe... et elle est écorchée ! Alors, qu'adviendra-t-il des humains qui mangent de la viande ? »

« Ne tuez pas les pauvres jiva (« vies », créatures), ce meurtre ne sera pas pardonné même si vous entendez un million de Puranas. »

« Chacun éprouve de la même façon la douleur. Les ignorants ne le savent pas. Si vous envoyez une chèvre, etc., au paradis, en tuant cet animal à la manière halal, alors donc pourquoi les mollahs et qazi ne choisissent-ils pas d'aller au paradis en s'égorgeant à la manière halal? »

« La nourriture la plus supérieure est khichri (plat fait de riz et de lentilles avec du sel) : mange-la ! Celui qui coupe le cou de quelqu'un d'autre doit payer en retour. Bien entendu une personne qui réfléchit ne coupe point son propre cou. Les porte-drapeaux des deux religions sont devenus sans compassion. Des maîtres hindous disent qu'en tuant un animal en un seul instant cela ne cause pas de souffrance à l'animal et c'est pourquoi nous n'encourons pas de péché... Et des meneurs de la religion musulmane disent qu'en tuant un animal lentement par égorgement « halal » (« licite ») nous n'encourons pas de péché... Le Dieu de Kabîr Sahib demande : comment te sentirais-tu si ton cou ou les cous des membres de ta famille étaient coupés par quelques moyens? »

Parmi les commandements fixés pour les adeptes de Kabîr (ou membres du Kabir panth, qui, du vivant de Kabîr, étaient composés d'hindous et de musulmans), le végétarisme est l'un d'entre eux. Pour Kabîr, vie morale, sociale, ou politique, implique l'adhésion à l'ahimsâ, valeur universelle dont la pratique concerne toute l'humanité.

### Dieu
Dieu, selon Kabîr, est un Dieu impersonnel, invisible, non-né, sans formes, incompréhensible, à la fois immanent et transcendant au monde visible (Dieu/Absolu sans attribut : Nirguna Brahman) ; sa poésie concernant sa vision du Divin a remué les foules et ses paroles sur Dieu et les choses de la vie restent très présentes au sein des masses de l'Inde du Nord:

« Oh, ce mot mystérieux, comment pourrais-je jamais le prononcer ? Oh, comment puis-je dire : Il n’est pas comme ceci et Il est comme cela ? Si je dis qu’il est en moi, l’Univers a honte de mes paroles ; si je dis qu’il est en dehors de moi, je mens. Des mondes intérieurs et extérieurs Il fait une indivisible unité ; le conscient et l’inconscient sont les tabourets de ses pieds. Il n’est ni manifesté ni caché ; Il n’est ni révélé ni irrévélé. Il n’y a pas de mot pour dire ce qu’Il est. »

— Sant Kabir.
Pour Kabîr, le moyen de purification pour obtenir l'expérience du divin (toute poétique d'ailleurs), ne passe ni par les rituels, ni l'aveuglement pour une révélation écrite, ni par les institutions humaines, ni en se soumettant à des savants qui rigidifient la conception du divin, et il attaque avec beaucoup d'audace le front des puissants et des savants en raillant leur prétendue sagesse. Il était semble-t-il habillé comme tout le monde et se moquait ouvertement des ordres d'ascètes avec leurs règles formelles strictes comme leurs codes vestimentaires (critique qui rappelle celle d'Erasme à l'égard des moines chrétiens dans son Éloge de la folie), et qui ne sont pour lui que déguisements et vanité.
Sa purification pour « voir » le Divin est ouvert à tous, hommes et femmes ; Dieu, pour Kabîr, est « visible » par une illumination, une expérience immédiate, où Dieu dépose la « Parole silencieuse » au « fond de l'âme » ; seul compte cette expérience mystique de rencontre avec l'Absolu, tous les autres gestes religieux et paroles sont considérés comme sans valeur et inutiles, et Kabîr demande avant tout à ses disciples de réciter et de se remémorer les Noms du divin où l'on reconnaît Dieu en toute créature, en tout, comme le démontre ce chant du poète vishnouite Toukaram, dans la lignée de la bhakti :

« Je ne pouvais plus mentir, donc j'ai commencé à appeler mon chien : « Dieu ». D'abord il m'a regardé, embarrassé ! Alors il a commencé à sourire, alors il a même dansé ! Je l'ai gardé auprès de moi : maintenant il ne mord même plus ! Je me demande si ceci pourrait marcher sur les gens? »

— Sant Toukaram.
C'est donc principalement l'Amour (prema en hindi), qui permet cette fusion de l'âme avec l'Absolu, qu'aucune réflexion ou mot humains ne peuvent permettre (le Mahatma Gandhi parlait de notre langage humain comme « inarticulé » pour Dieu, et le poète saint Toukaram parlait de nos yeux humains pour voir Dieu comme étant des « yeux de moustique ») :

« Ô homme, si tu ne connais pas ton propre Seigneur, de quoi es-tu si fier ? Renonce à toute habileté. Jamais de simples mots ne t’uniront à Lui. Ne te laisse pas tromper par le témoignage des Écritures. L’amour est bien différent de la lettre et celui qui en toute sincérité l’a cherché l’a trouvé. »

— Sant Kabir.

## Poésie
Kabîr a composé dans un style vigoureux et simple, rempli d'images métaphoriques inventives. Ses poésies résonnent d'éloge pour le vrai guru (« maître » en sanskrit, hindi, etc.) qui révèle le divin par l'expérience directe et dénoncent les façons plus habituelles de tenter l'union de Dieu par le chant, des austérités, etc., qui sont superficielles si dénuées de profondeur de cœur. Kabîr, étant illettré, a exprimé ses poésies oralement dans le « hindi vernaculaire » (plutôt en Panchmel Khichri (en) ou Khicaṛī bhāṣā, une langue mixte médiévale), et elles furent collectées par ses nombreux disciples. Ses vers commençaient souvent par une insulte exprimée avec force pour obtenir l'attention des passants. Très riche, voici quelques exemples de sa poésie, fortement rythmée et que ne rend évidemment pas la traduction en français :

« La demeure infinie de l'Infini Être est partout : terre, eau, ciel et air : ferme comme la foudre, le siège où vit le quêteur de vérité est établi sous le vide ! Il est celui qui est en même temps à l'intérieur de tout sans l'être : je vois Lui et personne d'autre. »

« Les Rishis et dévots parlent de Lui : mais aucun ne connaît le mystère du Mot. Le maître de maison quitte sa demeure quand il L'entend, l'ascète revient à l'amour quand il L'entend, les six philosophies L'exposent, l'esprit de Renonciation se dirige vers ce Mot, de ce Mot la forme du Monde a bondit, ce Mot révèle tout. Kabit dit : mais qui sait d'où vient le Mot ? »

« Il n'y a pas d'austérité mortifiant les chairs qui sont plaisantes au Seigneur. Quand tu abandonnes tes vêtements, et tues tes sens, tu n'apportes aucune satisfaction au Seigneur : l'homme qui est agréable et qui pratique la droiture, qui reste impassible dans les affaires du monde, et qui tient compte de toutes les créatures comme de son propre moi, celui-là peut atteindre l'Être éternel : le vrai Dieu est toujours avec lui. Kabîr dit : il atteint le Nom véritable dont les paroles sont pures, et qui est libre de fierté et de vanité. »

« Je ne sais pas de quelle façon Dieu est mien. Du minaret, le mollah hurle vers Lui... et pourquoi ! Est-ce que le Seigneur est sourd ? Même les tintements subtils des bracelets de cheville des insectes sont entendus par Lui ! Comptez vos graines sur vos chapelets, appliquez les marques de votre Dieu sur votre front ou portez les cheveux longs et emmêlés des sadhus : mais en ayant une arme mortelle dans votre cœur, comment irez-vous à Dieu ? »

« Si Dieu est au sein de la mosquée, à Qui appartient alors le monde ? Si le Dieu Râma est au sein de l'image adorée par les pèlerins, au-delà de l'image Qui est Celui qui sait ? Hari est en Orient, Allah en Occident. Regardez dans votre cœur pour trouver ensemble Karim et Râma. Tous les hommes et les femmes sont des formes vivantes ! Kabîr est l'enfant d'Allah et de Râma : Il est mon guru, Il est mon pir. »

## Influence

### Sikhisme
Certains pensent que les premiers gurus sikhs s'inspirent en partie de son enseignement, et ce entre autres à travers la transcendance des distinctions entre les courants mystiques de l'hindouisme et de l'islam. Une partie de la poésie orale de Kabîr fut d'ailleurs transcrite dans l'Adi Granth, le livre sacré du sikhisme. Kabir fait partie des bhagats, les quinze ou dix-sept saint hindous ou soufis dont les œuvres ont été compilées dans ce livre au même titre par exemple que Ramanand, un grand gourou hindou du Moyen Âge ; les sikhs aujourd'hui se servent toujours quotidiennement de ces prières. Kabir compte 541 de ses hymnes dans le livre saint des sikhs ce qui en fait un des plus prolifiques compositeurs.

### Shirdi Sai Baba
Figure particulièrement incontournable dans le Maharastra et à Mumbai tout particulièrement, Shirdi Sai Baba est un guru célèbre qui affirma être membre de la voie de Kabîr avant d'être considéré comme un nouveau maître par les hindous et les musulmans ; sa propre biographie coïncide d'ailleurs avec la légende de Kabîr (orphelin de parents brâhmanes, et recueilli et élevé dans une famille musulmane).

### Mahatma Gandhi
Le Mahatma Gandhi, dans son autobiographie ou expériences de vérité, révèle son inspiration par rapport à ce poète (Gandhi, à la question de savoir s'il était hindou, répondait : « Oui je le suis. Je suis aussi un chrétien, un musulman, un bouddhiste et un juif. »), et jamais ne démentira son admiration fervente pour celui que l'on nomme en Inde : Sant Kabir (« le Saint Kabîr »).